# جدلية علائقية
الجدلية العلائقية هي نظرية تواصل شخصي تتعلق بالروابط والصلات الشخصية المقربة التي تُبرز التوترات والصراعات والتأثيرات المتبادلة بين اتجاهات متناقضة. تحدد النظرية، المُقدمة تباعًا من قبل ليزلي باكستر وباربارا مونتغمري في 1988، أنماطًا للتواصل بين شركاء العلاقة كنتيجة لتوتر جدلي مستوطن.
تُصنع العلاقات في حوارات وقد تكون معقدة، إذ إن الحوارات ذات التشابهات والاختلافات ضرورية. تسمح نظريات التواصل العلائقي للآراء المعارضة أو القوى أن تلتقي معًا بطريقة منطقية. عند صنع القرارات، تُذكر الرغبات ووجهات النظر التي غالبًا ما تعارض إحداها الأخرى، وتؤدي لتوترات جدلية. تجسد ليزلي أ. باكستر وباربرا م. مونتغمري هذه العبارات المتناقضة التي تصدر من تجربة الأفراد للتوتر الجدلية باستخدام أمثال مثل «الأضداد تتجاذب»، لكن «الطيور على أشكالها تقع»؛ وأيضًا، «اثنان يعني صحبة؛ ثلاثة يعني زحمة» لكن «كلما زاد العدد كنا أسعد». ذلك لا يعني أن هذا التوتر المتناقض في أساسه مزعج للعلاقة؛ بل على العكس، إنه ببساطة يقدم نقاشًا حول الاتصال بين الطرفين.
الجدلية العلائقية هي استرسال لفكرة ميخائيل باختين عن أن الحياة عبارة عن حوار ذاتي (مونولوج) والتجربة البشرية تتصادم بين الرغبات والحاجات المتناقضة عبر تبادلات الآراء العلائقية. صنعت باكستر قائمة من التوترات الجدلية التي تذكرنا أن العلاقات متغيرة بشكل مستمر، وأن العلاقات الناجحة والمُرضية تحتاج للانتباه المتواصل. وعلى الرغم من أن وصف باكستر للجدليات العلائقية شامل، فهو ليس دقيقًا أو شاملًا بالكامل طالما أننا نختبر توترات مختلفة بطرق مختلفة.

## نبذة تاريخية
الجدلية العلائقية هي النسخة العاطفية القيمة من الجدلية الفلسفية. إنها متجذرة في ديناميكية اليين واليانغ. وكما في اليين واليانغ التقليدي، توازن القيم العاطفية في العلاقة في حركة مستمرة، وأي قيمة تُدفع لحدودها القصوى تتضمن بذرة معاكستها.
في العالم الغربي، ترتبط فكرة اليين واليانغ بالفيلسوف اليوناني هرقليطس، الذي جادل بأن العالم كان في تدفق مستمر (مثل النار)، مع قوى خلاقة ومدمرة من الطرفين لكل عملية. ميخائيل باختين، العالم الروسي الذي يعرف بعمله في الحوارية، تطبيق للجدل الماركسي في النظرية الأدبية والخطابية والنقد. حدد التوترات الموجودة في البنى العميقة للتجربة البشرية. على سبيل المثال، عرف التوتر الموجود بين الوحدة والاختلاف. تصور باختين الجدلية البشرية كقوتين مماثلتين للقوى الفيزيائية الجابذة (القوى العاطفية التي تميل نحو الوحدة) والنابذة (القوى العاطفية التي تميل نحو الاختلاف). كما في اليين واليانغ، لا تملك قوى باختين ثباتًا مطلقًا.
أخذت باكستر تحليل باختين العميق للبنى وطبقته على نظرية التواصل. وجدت تي-بانغا من المحاور حيث يعمل هذا التوتر الديناميكي. أضاف الكتّاب في ما بعد محاور أخرى.

## المفاهيم
هناك ثلاث منهجيات للجدلية العلائقية: أحادية، وثنائية، وجدلية.
المنهج الأول، المنهج الأحادي، يؤطر التناقضات على أنها إما/أو، أي أن التناقضات إما أن تكون استثنائية أو متعارضة فيما بينها. على سبيل المثال، قد يفضل الشخص الطقس البارد أو الحار. لكنه قد لا يفضل مزيجًا من حالات الطقس. المنهج الأحادي يعني أننا كلما اقتربنا من أحد المفاهيم، فإننا نبتعد عن الآخر.
المنهج الثاني، المنهج الثنائي، يؤطر التناقضات ككيانين مستقلين، ما يظهر أنهما غير مرتبطين بطبيعتهما. على سبيل المثال، دراسة علاقة ما يُقيَّم فيها أحد طرفي العلاقة باستثناء تفاعلاته مع شريكه.
المنهج الثالث، المنهج الجدلي، يشير إلى أن وجهات النظر المتعددة تلعب ضد بعضها البعض في كل تناقض (كلاهما/و). عندما يكون هنالك شخصان في علاقة، قد يرغب أحدهما في أن يكون منفتحًا. وفي الوقت ذاته، قد يشعر ذلك الشخص بإحساس الحماية الذاتية إذ إنه قد لا يريد مشاركة كل شيء عنه مع شريكه. قد يكون كلا هذين الشعورين موجودًا عند الشخص في الوقت ذاته.
تتضمن المفاهيم الأربع الجوهرية للجدلية العلائقية: التناقضات، والشمولية، والعملية، والتطبيق العملي.
التناقضات هي الجوهر الأساسي للجدلية العلائقية. هي التبادل الديناميكي بين التعارضات الموحدة. يتشكل التناقض «كلما وُجدت قوتان أو اتجاهان مترابطتان (الوحدة) لكنهما ينفيان بعضهما بشكل مشترك (النفي)». على سبيل المثال، قد يرغب أحد الطرفين في علاقة ما بالحميمية والبعد.
تقترح الشمولية أن التناقضات في العلاقة هي جزء من الكل المترابط الذي لا يمكن أن يُفهم بشكل معزول. بكلمات أخرى، لا يمكن فصل الجدليات وهي مرتبطة بشكل ضمني مع بعضها البعض. على سبيل المثال، لا يمكن فصل التوتر بين الاستقلالية والترابط عن التوتر بين الانفتاح والخصوصية-كلاهما يعملان لحالة ما ويعرّفان الآخر.
العملية: يجب أن تُفهم الجدلية العلائقية من خلال مصطلحات العمليات الاجتماعية. الحركة والنشاط والتغير هي خصائص وظيفية (رولنغز، 1989). على سبيل المثال، حالات مثل تقلب الفرد بين الكشف والسرية. بالإضافة إلى ذلك، قد يتحرك الفرد بين فترات من الصدق والتواصل المنفتح (ميلر، 2002، 2005).
التطبيق العملي هو مصطلح فلسفي لمفهوم «السلوك العملي» أو أحيانًا «تجربة الممارسة». في التطبيق العملي، تتخلق التوترات الجدلية وتتخلق مجددًا من خلال المشاركة الفعالة والتفاعل. بكلمات أخرى، التجربة العملية من الارتباط بعلاقة ما تُعرض الفرد لحاجات وقيم الآخر المفروضة. وفي استمرار العلاقة، تصبح حاجات وقيم الفرد الذاتية واضحة. يكون تركيز التطبيق العملي على الخيارات العملية التي يقوم بها الفرد في وسط الحاجات والقيم المعارضة (التوترات الجدلية). بالمقابل، الخيارات والأفعال ذاتها تخلق طبيعة العلاقة والتوترات الجدلية بذاتها وتعيد تخليقها وتغيرها.
اقترح الباحثون نظريات ساهمت في زيادة فهم الجدليات في العلاقات، كالتي في الزواج، وفي مكان العمل، إلخ. اشتملت الجدلية العلائقية في ما بعد على فكرة الجدليات السياقية، أو بالأحرى، فكرة أن كل علاقة وُجدت في مكان محدد ضمن ثقافة محددة. من ذلك نرى أيضًا ازدياد الجدليات العامة والخاصة/الواقعية والوهمية والتبادلات بين ما نراه على التلفاز في الحياة العامة، مقابل ما نختبره في حياتنا الخاصة. من الأمثلة عن هذا المفهوم، رؤية السياسيين كما نراهم في البرامج التلفزيونية. وفقًا لويست وترنر، «يمكن تمييز التوتر بين الواقع والوهم الجدلي عندما نفكر بالبرامج التلفزيونية مثل «اتركها لبيفر»: نحن نستقبل رسالة وهمية عن ماهية العائلة، ومن ثم عندما ننظر للعائلات التي نعيش بينها، علينا أن نتعامل مع الحقائق المزعجة للحياة العائلية. يشكل التوتر ما بين الصورتين هذا الجدل».
وفقًا لنموذج الجدلية العلائقية الأصلي، كان هنالك عدة توترات جوهرية (قيم معارضة) في أي علاقة، وهي الاستقلالية والترابطية، المحسوبية والنزاهة، الانفتاح والانغلاق، الاستحداث والتنبؤ، الاستغلال والعطف، وأخيرًا، المساواة وعدم المساواة.
تشير الاستقلالية والترابطية إلى الرغبة بالاتصال والترابط مع الآخرين مقابل الحاجة لعزل الذات بصفتها فردًا مميزًا. وكمثال عن الاستقلالية والترابطية لدينا اللاعب الرياضي الذي يشعر بأنه جزء من فريق لكن يريد أن يبرز مواهبه الفردية. تشير المحسوبية والنزاهة للرغبة بالمعاملة بإنصاف ونزاهة مقابل الرغبة بأن يُرى ويُعرف أنه «مميز». على سبيل المثال، قد يريد الأستاذ الجامعي أن يكون نزيهًا في وضع سياسة للحضور لكنه يقوم باستثناءات للطلبة المشاركين في الصف ولديهم علامات جيدة، مطبقًا الانحياز. يشير الانفتاح والانغلاق إلى الرغبة بالانفتاح وكشف المعلومات مقابل الرغبة بأن تكون حصرية وخصوصية. عندما تتحدث مع المدير عن عطلة أحدهم، قد ترغب بأن تكون منفتحًا، ومع ذلك، فالانغلاق يلعب دوره عند عدم ذكر بعض التفاصيل، بسبب السياق. يشير الاستحداث والتنبؤ إلى الرغبة بأن تكون العلاقة متوقعة مقابل الرغبة بأن تكون مميزة وجديدة. عندما نجري اجتماعات مجدولة لأعضاء مجلس الإدارة، تقع إمكانية التنبؤ في جدول زمني محدد، بينما يكون الاستحداث في عدد متنوع من المواقع لجذب الانتباه والإلهام. يعبر الاستغلال والعاطفة عن الرغبة بأن يكون التعلق عفويًا مقابل الرغبة بأن يكون محفزًا بمصالح وميزات مستمدة من العلاقة. على سبيل المثال، خوض علاقة عاطفية مبنية على الحب والعاطفة، مع المحافظة على الفوائد مثل الحماية المالية. وأخيرًا، تشير المساواة وعدم المساواة إلى الرغبة بأن يُعتبر مساويًا للجميع مقابل الرغبة في تطوير مستويات من الفوقية. قد تبحث الأنثى في الجيش عن معالجة مماثلة لتلك التي يتلاقها زميلها الذكر، لكنها تحتاج لثكنات خاصة ومهام معدلة.
وفقًا للنظرية، بينما قد يميل معظمنا إلى تبني الانغلاق، والحقيقة، والانفتاح في علاقاتنا، فإن التواصل ليس طريقًا مباشرًا لهذه الأهداف. إذ غالبًا ما تُنتج الصراعات العكس تمامًا.